# Opel Antara

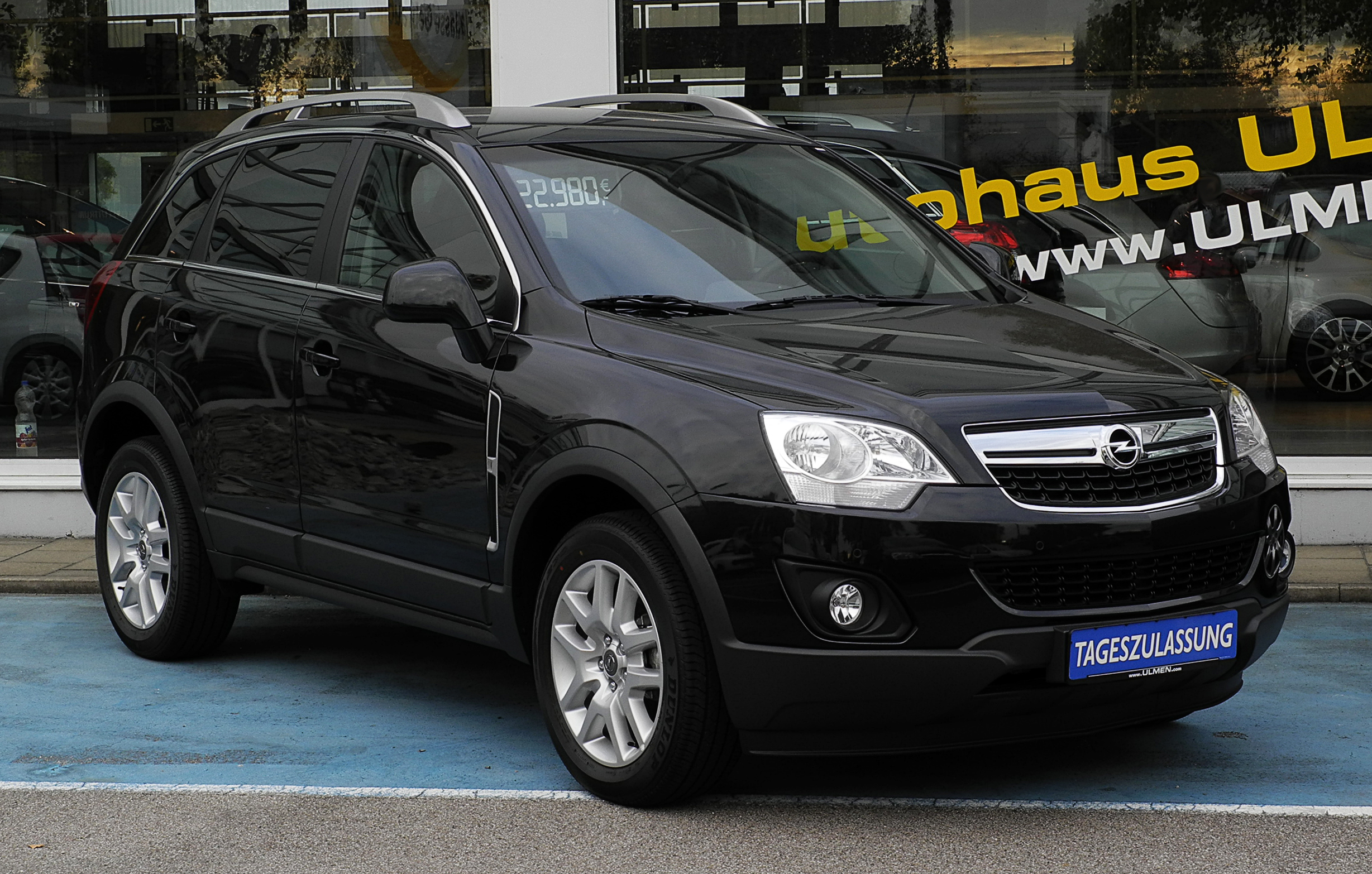
Opel Antara

Opel Antara är en stadsjeep som kom ut i november 2006. Den är tekniskt sett identiskt med Chevrolet Captiva som tillverkas på samma fabrik i Sydkorea. Opel Antara är ändå lite kortare än Chevrolet Captiva och erbjuds med bara fem sittplatser istället för sju.

## Motoralternativ
| Modell   | Årsmodell | Motor                   | Cylindervolym | Effekt | Vridmoment | Bränslesystem      |
| -------- | --------- | ----------------------- | ------------- | ------ | ---------- | ------------------ |
| 2.4      | 2006-     | 4-cyl radmotor DOHC 16V | 2405 cm³      | 140 hk | 220 Nm     | Bränsleinsprutning |
| 3.2 V6   | 2006-     | V6-motor DOHC 24V       | 3195 cm³      | 227 hk | 297 Nm     | Bränsleinsprutning |
| 2.0 CDTI | 2006-     | 4-cyl radmotor SOHC 16V | 1991 cm³      | 126 hk | 295 Nm     | Turbodiesel        |
| 2.0 CDTI | 2006-     | 4-cyl radmotor SOHC 16V | 1991 cm³      | 150 hk | 320 Nm     | Turbodiesel        |